# Жеро I (граф Макона)
Жеро (Жерар) I (фр. Géraud I de Mâcon; ок. 1125 — 15 сентября 1184) — граф Макона и Вьенна с 1157, сеньор де Сален (по праву жены) с 1175, сын графа де Макон и Вьенн Гильома IV и Адели (Понсы) де Трав.

## Биография

### Правление
После смерти отца Жеро I, графа Гильома III, его владения были разделены между его сыновьями. Жеро получил графства Макон и Вьенн, а Этьен II (ок. 1122—1173) — графство Осон.
Начиная с 1156 года в графстве Макон усилилась местная знать, которая, пользуясь удалённостью от власти короля Франции, постоянно воевали как друг против друга, так и против аббатства Клюни, располагавшегося на территории графства. Наиболее могущественными были сеньоры де Брансион, которые развязали настоящую войну против Клюни. В это же время в Маконе также усилилось влияние императора Фридриха Барбароссы, бывшего одновременно графом Бургундии по праву жены, который, борясь против римских пап, разжигал ссоры сеньоров с Клюни.
В 1157 году Жеро произвёл набег на владения аббатства Турню.
В 1166 году Жеро вместе с графом Шалона Гильомом I, сеньором Гумбертом III де Божё и виконтом Арно де Дюн вторглись на территорию аббатства Клюни. Они захватили замок Лурдон, принадлежащий аббатству, само аббатство было разграблено. Аббат Этьен обратился за помощью к королю Франции Людовику VII, который отправился во главе армии в Бургундию, чтобы восстановить порядок в графствах Шалон и Макон. Граф Шалона был смещён и умер в изгнании, однако Жеро продолжил войну. К 1170 году он вместе с тестем, Гоше IV де Саленом, выступил также против императора Фридриха Барбароссы, однако в итоге потерял ряд владений и замки Орб и Вадан, переданных императором своему союзнику Амадею де Монфуко, графу Монбельяра. Только в 1172 году Жеро согласился признать власть короля Франции. В замке Вензель был составлен акт, который подписали также сеньоры де Боже и де Брансион, самые могущественные вассалы графа.
В 1175 году умер тесть Жеро, благодаря чему он унаследовал богатую сеньорию Сален.
После смерти короля Людовика VII Жеро, пользуясь малолетством нового короля Франции, Филиппа II Августа, возобновил нападения на аббатство Клюни. Но в 1180 году король Филипп по призыву аббата Тибо предпринял поход в Маконнэ против Жеро и его союзников, Жосерана де Брансиона и графа Гильома II де Шалона. Король осадил Жеро в замке Дюн и принудил его к заключению мира. Мирный договор был подписан в замке Лурдон, а одним из условий мира было уничтожение крепостных стен в замке Дюн.
В последние годы жизни Жеро публично раскаялся в преступлениях против церкви и сделал щедрые пожалования монастырям.
После смерти Жеро в 1184 году его владения были разделены между тремя сыновьями. Старший сын, Гильом IV унаследовал Макон и Вьенн, второй сын, Гоше V — сеньорию Сален (приданое матери), а младший, Жерар — сеньорию Вадан.

### Брак и дети
Жена: Морьет (Гионна) (ум. после 1218), дама де Сален, дочь Гоше IV, сеньора де Сален. Дети:
- Гильом V (IV) (ум. 1224), граф де Макон и де Вьенн
- Гоше V де Макон (ум. 1219), сеньор де Сален
- Жерар, сеньор де Ваданс; жена: Перретта фон Пфирт
- Этьен (ум.1193), архиепископ Безансона
- Рено (ум. после 1224), регент Макона с 1224
- Беатриса (ум. 8 апреля 1230); муж: с ок. 1175 Умберто III (4 августа 1136 — 4 марта 1189), граф Савойи
- Александрин (ум. 1242); муж: с 1188 Олри II де Боже (ум. ок. 1220)
- Ида (ум. 1224); 1-й муж: с ок. 1170 Умберт де Колиньи (ум. 1190); 2-й муж: Симон II (ум. 1206), герцог Лотарингии